# Campeonato Sub-20 de la WAFU
El Campeonato Sub-20 de la WAFU es el torneo de fútbol a nivel de selecciones juveniles de África Occidental, el cual fue fundado por la Comunidad Económica de los Estados de África Occidental.

## Formato
En el torneo participan todas las selecciones afiliadas a la WAFU, teniendo como primera edición la de 2008, en donde Ghana venció en la final a Senegal

## Palmarés
| Año          | Sede    | Campeón | Final Resultado | Subcampeón | Tercer lugar            | Resultado               | Cuarto lugar            |
| ------------ | ------- | ------- | --------------- | ---------- | ----------------------- | ----------------------- | ----------------------- |
| 2008 Detalle | Nigeria | Ghana   | 1:1 (3:2 pen.)  | Senegal    | Costa de Marfil         | 2:0                     | Burkina Faso            |
| 2018 Detalle | Liberia | Gambia  | 2:1             | Liberia    | Malí                    | 1:0                     | Costa de Marfil         |
| 2019 Detalle | Guinea  | Senegal | 2:0             | Malí       | Gambia                  | 0:0 (8:7 pen.)          | Sierra Leona            |
| 2020 Detalle | Senegal | Gambia  | 2:2 (4:3 pen.)  | Senegal    | y Guinea-Bisáu y Guinea | y Guinea-Bisáu y Guinea | y Guinea-Bisáu y Guinea |

## Títulos por equipo
En cursiva, se indica el torneo en que el equipo fue local.
| Equipo          | Campeón        | Subcampeón     | Tercer lugar | Cuarto lugar |
| --------------- | -------------- | -------------- | ------------ | ------------ |
| Gambia          | 2 (2018, 2020) | 0              | 1 (2019)     | 0            |
| Senegal         | 1 (2019)       | 2 (2008, 2020) | 0            | 0            |
| Ghana           | 1 (2008)       | 0              | 0            | 0            |
| Malí            | 0              | 1 (2019)       | 1 (2018)     | 0            |
| Liberia         | 0              | 1 (2018)       | 0            | 0            |
| Costa de Marfil | 0              | 0              | 1 (2008)     | 1 (2018)     |
| Guinea-Bisáu    | 0              | 0              | 1 (2020)     | 0            |
| Guinea          | 0              | 0              | 1 (2020)     | 0            |
| Burkina Faso    | 0              | 0              | 0            | 1 (2008)     |
| Sierra Leona    | 0              | 0              | 0            | 1 (2019)     |